# Alfred Edward Bennett
Alfred Edward Bennett (* 26. September 1889 in Balwyn bei Melbourne, Australien; † 17. April 1963 in Vaucluse bei Sydney, Australien) war ein australischer Rundfunkmanager und Theosoph.
Bennett wurde am 26. September 1889 in Balwyn als viertes von sieben Kindern von George Jesse Bennett (1850–1920) und seiner zweiten Frau Harriet Ann Bentley (* 1856) geboren. Der Vater war Lehrer. Schulbesuch in Balwyn und College in Hawthorn (bei Melbourne). Am 11. Juni 1912 Heirat mit Ruby Adelaide Frauenfelder, aus der Ehe gingen zwei Kinder hervor.
1920 trat er der Theosophischen Gesellschaft Adyar bei und übernahm 1926 die Funktion des Geschäftsführers (appointed manager) bei der Theosophical Broadcasting Station Pty. Ltd., welche den theosophischen Radiosender 2GB in Sydney betrieb. 1935 Generaldirektor und als 2GB im Jahre 1936 mit dem Sender 2UE fusionierte, wurde Bennett Leiter der neu gegründeten Dachorganisation Broadcasting Service Association Ltd. Daneben war er Direktor der Radiosender 3AW Melbourne und 5DN Adelaide und von 1934 bis 1936 Präsident der Australian Federation of Commercial Broadcasting stations (Vereinigung australischer kommerzieller Rundfunkstationen). Er setzte sich mit Nachdruck gegen staatliche Einflussnahme auf die Rundfunk-Programmgestaltung ein und war „Entdecker“ mehrerer populärer Radiomoderatoren.